# Raphiptera
Raphiptera é um gênero de mariposa pertencente à família Crambidae.